# Parco nazionale di Gangotri
Il parco nazionale di Gangotri, istituito nel 1989, si trova nel distretto di Uttarkashi, stato dell'Uttarakhand, India.

## Geografia
Il parco copre un'area di 1.553 km² e si trova nel bacino superiore del fiume Bhagirathi e il confine nord-orientale forma una parte del confine tra India e Cina; il parco di Gangotri trae il nome dal fiume Gange (Gangotri significa infatti "dove il Gange discende" ) perché proprio al suo interno si trova il ghiacciaio Gaumukh da dove il famoso fiume nasce ed è uno dei luoghi sacri degli Indù.
Formato da ghiacciai, alte creste, profonde gole e strette valli il parco offre scenari di grandi foreste di conifere . Le montagne all'interno del parco coprono un gran dislivello di altitudine partendo dai 1.800 metri e arrivando fino ai 7.083 metri creando così diversi biomi che vanno da quello subtropicale alle praterie alpine.

## Flora
La vegetazione del parco comprende foreste di conifere subalpine nelle parti più a valle e arbusti e pascoli ad altitudini più elevate; sono presenti diversi tipi di abeti, querce e rododendri.

## Fauna
Fino ad ora 15 specie di mammiferi e 150 di uccelli sono state documentate all'interno del parco (Paramanand et al. 2000).
Queste includono il leopardo dell nevi ( Uncia uncia ) , l'orso nero ( Selenarctos thibetanus ) , l'orso bruno ( Ursus arctos ), il mosco dell'himalaya o cervo muschiato ( Moschus chrysogaster ) , il bharal ( Pseudois nayaur ) , il thar ( Hemitragus jemlahicus ) e il "fagiano koklass" ( Pucrasia macrolopha ) .

## Turismo
Il turismo nel parco Gangotri è all'apice tra i mesi di aprile e ottobre; l'aeroporto e la stazione ferroviaria più vicina si trovano rispettivamente a 220 e 210 km dal parco e la città di riferimento è Dehradun . La città più vicina è invece Harsil, a 30 km dal parco.